# Vrbatův Kostelec
Vrbatův Kostelec, bis 1924 Kostelec (deutsch Werbatkosteletz, früher Kosteletz) ist eine Gemeinde in Tschechien. Sie liegt vier Kilometer nordwestlich von Skuteč und gehört zum Okres Chrudim.

## Geographie

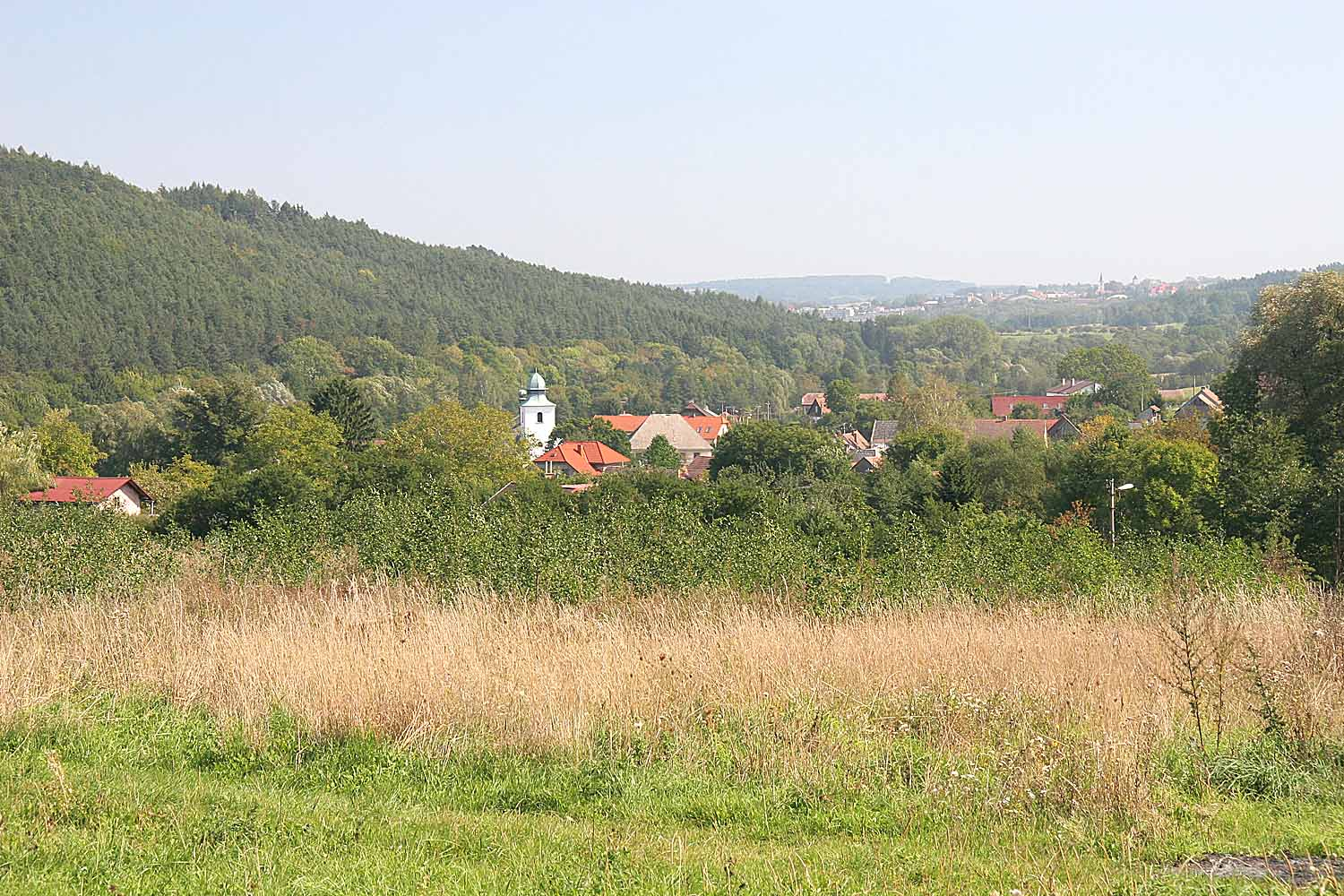
Blick von der Straße nach Hlína auf Vrbatův Kostelec

Vrbatův Kostelec befindet sich linksseitig des Baches Žejbro (Wildbach) im Eisengebirge (Železné hory). Durch das Dorf führen die Staatsstraße II/337 zwischen Skuteč und Nasavrky sowie die Bahnstrecke Havlíčkův Brod–Pardubice. Östlich erhebt sich die Kostelecká hůra (432 m n.m.).
Nachbarorte sind Horka, Chacholice, Podskála und Skála im Norden, Hroubovice und Nová Ves im Nordosten, Přibylov, Štěpánov und Skutíčko im Osten, V Týně, Zárubka und Leštinka im Südosten, Cejřov, Otáňka und Kvasín im Süden, Louka und Havlovice im Südwesten, Smrček-Na sádkách und Hlína im Westen sowie Silnice und Mezihoří im Nordwesten.

## Geschichte
Die erste schriftliche Erwähnung des Dorfes stammt aus dem Jahre 1073. Kostelec war der Sitz des Vladiken Vrbata, der als Gründer des Klosters Podlažice angesehen wird. Seit 1086 ist eine Kirche nachweisbar. Die Existenz einer Pfarrei ist seit 1349 überliefert. Nach dem Dreißigjährigen Krieg erlosch die Pfarrei, die Kirche St. Gallus wurde zur Filialkirche der Pfarrei Žumberk. Die Lokalie wurde 1787 zu Zeiten Kaiser Josephs II. eingerichtet.
Im Jahre 1835 bestand das im Chrudimer Kreis gelegene Dorf Kosteletz aus 39 Häusern, in denen 245 Personen, darunter drei protestantische Familien, lebten. Unter dem Patronat des Religionsfonds standen die Lokalkirche St. Gallus, das Lokalistenhaus und die Schule. Außerdem gab es im Ort eine Mühle. Abseits lag der Meierhof Tein. Kosteletz war Pfarrort für Cegřow, Dubowa (Dubová), Lauka, Habrauc, Haulowitz (Havlovice), Skala (Skála), Podskal (Podskála), Hlina, Kwaseyn (Kvasín) und Wotanka (Otáňka). Bis zur Mitte des 19. Jahrhunderts blieb Kosteletz der Herrschaft Nassaberg untertänig.
Nach der Aufhebung der Patrimonialherrschaften bildete Kostelec ab 1849 mit dem Ortsteil Čejřov eine Gemeinde Gerichtsbezirk Nassaberg. Ab 1868 gehörte die Gemeinde zum politischen Bezirk Chrudim. 1869 hatte Kostelec 273 Einwohner. 1871 wurde die Bahnstrecke Deutschbrod–Pardubitz eröffnet. Im Jahre 1900 lebten in dem Dorf 302 Personen, 1910 waren es 357. Seit 1924 führt die Gemeinde zur Unterscheidung von Kostelec u Heřmanova Městce den amtlichen Namen Vrbatův Kostelec. 1930 hatte das Dorf Vrbatův Kostelec 454 Einwohner. 1949 wurde die Gemeinde dem neu gebildeten Okres Hlinsko zugeordnet, seit 1961 gehört sie wieder zum Okres Chrudim. 1964 erfolgte die Eingemeindung von Louka und Habroveč. Beim Zensus von 2001 lebten in den 163 Häusern der Gemeinde 349 Personen; der Kernort Vrbatův Kostelec bestand aus 110 Häusern und hatte 245 Einwohner.

## Gemeindegliederung
Die Gemeinde Vrbatův Kostelec besteht aus den Ortsteilen Cejřov (Cejrow, 1939–45: Zierau), Habroveč (Habrauz), Louka und Vrbatův Kostelec (Werbatkosteletz). Zu Vrbatův Kostelec gehören außerdem die Wohnplätze V Týně (Tein) und Zárubka sowie ein Teil der Wüstung Ležáky (Lezaky). Grundsiedlungseinheiten sind Cejřov, Habroveč, Louka und Vrbatův Kostelec.
Das Gemeindegebiet gliedert sich in die Katastralbezirke Louka u Vrbatova Kostelce und Vrbatův Kostelec.

## Sehenswürdigkeiten

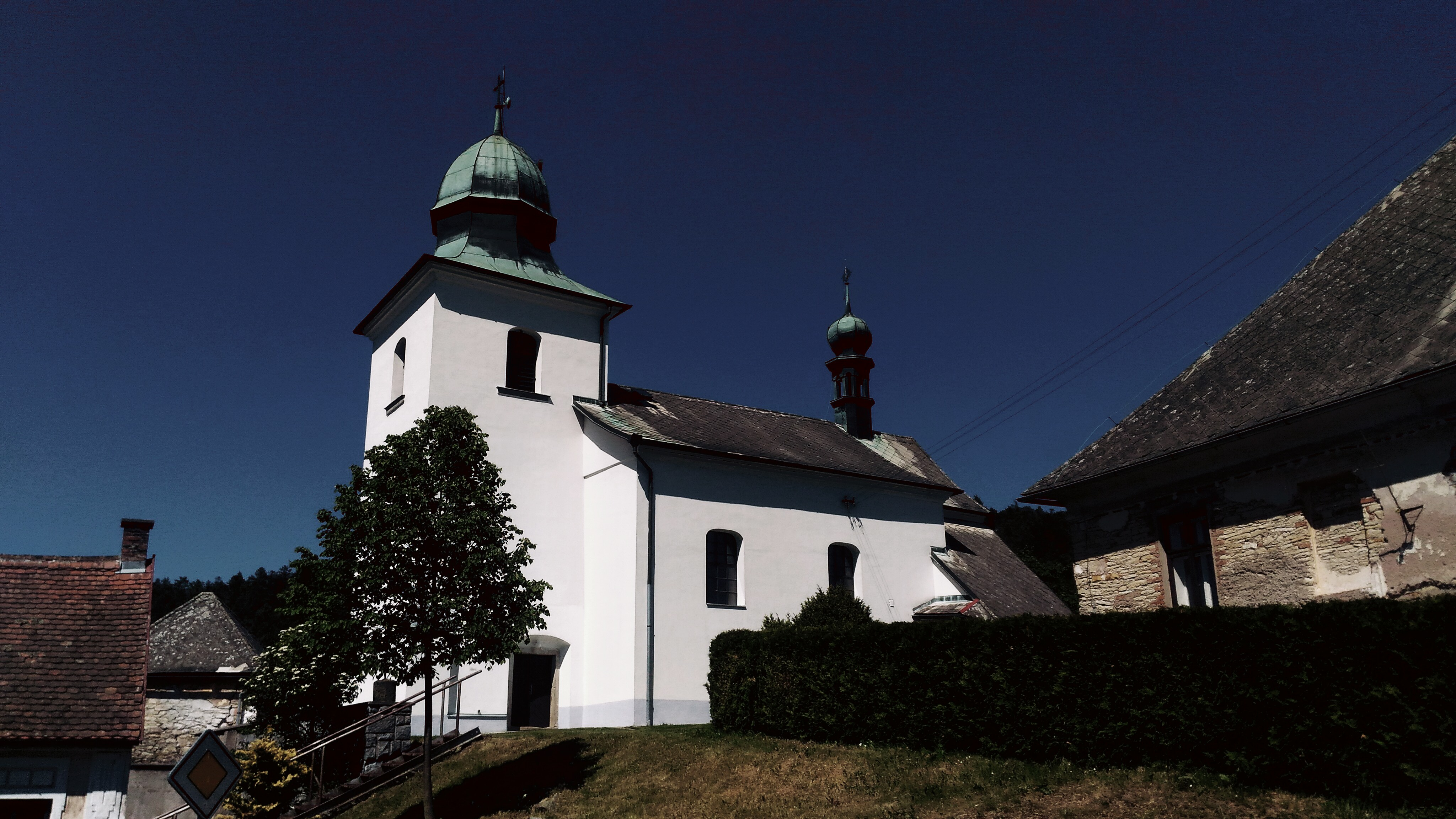
Kirche St. Gallus

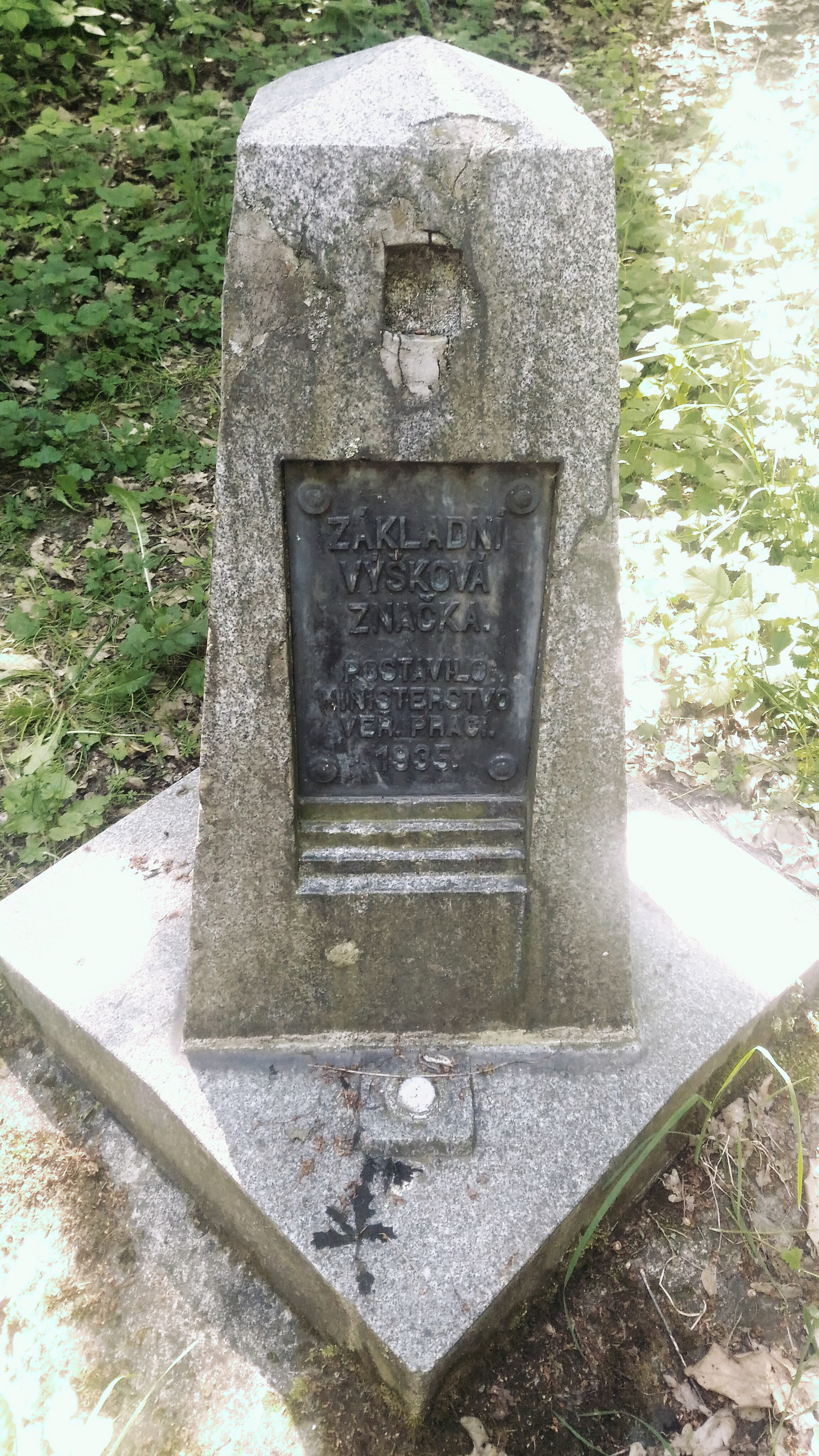
Nivellationspunkt Vrbatův Kostelec

- Kirche des hl. Gallus in Vrbatův Kostelec. Der heutige Bau entstand in der 1. Hälfte des 14. Jahrhunderts als gotische Wehrkirche. Später erfolgte ein barocker Umbau. Die älteste Kirchenglocke stammt von 1529.[7]
- Kapelle der Jungfrau Maria in Habroveč, errichtet 1876
- Gedenkstätte Ležáky
- Lehrpfad “Spuren der Tragödie von Ležáky” (Naučná stezka “Stopy ležácké tragédie”)
- Höhenpunkt (Základní výšková značka) Vrbatův Kostelec, gesetzt 1935